# Bahnstrecke Lysá nad Labem–Milovice
| Kursbuchstrecke (SŽ): | 232                  |                                        |                                        |
| Streckenlänge: | 5,495 km             |                                        |                                        |
| Spurweite: | 1435 mm (Normalspur) |                                        |                                        |
| Streckenklasse: | C4                   |                                        |                                        |
| Stromsystem: | 3 kV =               |                                        |                                        |
| Maximale Neigung: | 20 ‰                 |                                        |                                        |
| Minimaler Radius: | 190 m                |                                        |                                        |
| Streckengeschwindigkeit: | 70 km/h              |                                        |                                        |
| |                      |                                        |                                        |
| \| \| \| von Praha-Těšnov (vorm. ÖNWB) \| \| \| \| \| von Děčín-Prostřední Žleb (vorm. ÖNWB) \| \| \| \| 0,000 \| Lysá nad Labem \| Lysá nad Labem \| \| \| \| nach Nymburk hl. n. (vorm. ÖNWB) \| \| \| \| 4,884 \| Milovice zastávka (1945–1952) \| Milovice zastávka (1945–1952) \| \| \| 5,495 \| Milovice \| Milovice \| \| \| \| Anst Truppenübungsplatz Milovice \| \| \| \| \| nach Čachovice (geplant) \| \| \| \| \| \| \| \| Quellen: [1][2] \| \| \| \| |                      |                                        |                                        |
| Strecke |                      | von Praha-Těšnov (vorm. ÖNWB)          | von Praha-Těšnov (vorm. ÖNWB)          |
| Abzweig geradeaus und von links |                      | von Děčín-Prostřední Žleb (vorm. ÖNWB) | von Děčín-Prostřední Žleb (vorm. ÖNWB) |
| Bahnhof | 0,000                | Lysá nad Labem                         | Lysá nad Labem                         |
| Abzweig geradeaus und nach rechts |                      | nach Nymburk hl. n. (vorm. ÖNWB)       | nach Nymburk hl. n. (vorm. ÖNWB)       |
| ehemaliger Haltepunkt / Haltestelle | 4,884                | Milovice zastávka (1945–1952)          | Milovice zastávka (1945–1952)          |
| Kopfbahnhof Strecke ab hier außer Betrieb | 5,495                | Milovice                               | Milovice                               |
| Abzweig geradeaus und nach links (Strecke außer Betrieb) |                      | Anst Truppenübungsplatz Milovice       | Anst Truppenübungsplatz Milovice       |
| Strecke (außer Betrieb) |                      | nach Čachovice (geplant)               | nach Čachovice (geplant)               |
| |                      |                                        |                                        |
| Quellen: |                      |                                        |                                        |

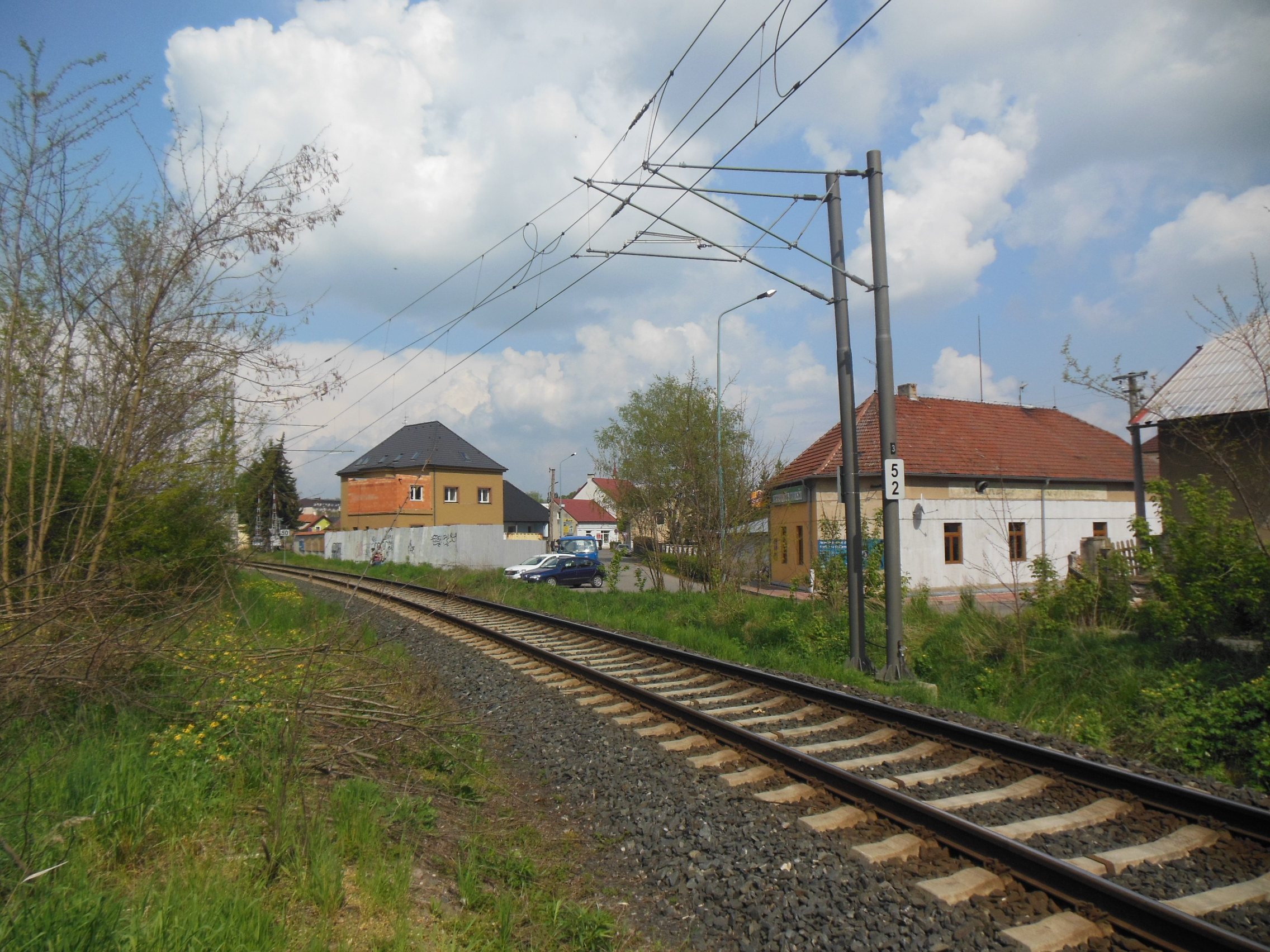
Bahnstrecke in Milovice (2014)

Die Bahnstrecke Lysá nad Labem–Milovice ist eine Eisenbahnverbindung in Tschechien, die ursprünglich als Schleppbahn der Tschechoslowakischen Armee erbaut und betrieben wurde. Sie zweigt in Lysá nad Labem von der Bahnstrecke Nymburk–Děčín-Prostřední Žleb ab und führt in Mittelböhmen nach Milovice.
Nach einem Erlass der tschechischen Regierung ist die Strecke seit dem 20. Dezember 1995 als regionale Bahn („regionální dráha“) klassifiziert.

## Geschichte
Die heutige Bahnstrecke Lysá nad Labem–Milovice hat ihren Ursprung in einer Heeresschleppbahn (Vojenská vlečná dráha) der Tschechoslowakischen Armee, die am 21. September 1921 durch die Tschechoslowakischen Staatsbahnen (ČSD) eröffnet wurde. Im Jahr 1923 wurde die Strecke dann zu einer öffentlichen Linie umgewidmet. Seit März 1923 verkehren auf der Strecke auch Personenzüge.
Am 1. Januar 1993 ging die Strecke im Zuge der Dismembration der Tschechoslowakei an die neu gegründeten České dráhy (ČD) über. Seit 2003 gehört sie zum Netz des staatlichen Infrastrukturbetreibers Správa železniční dopravní cesty (SŽDC).

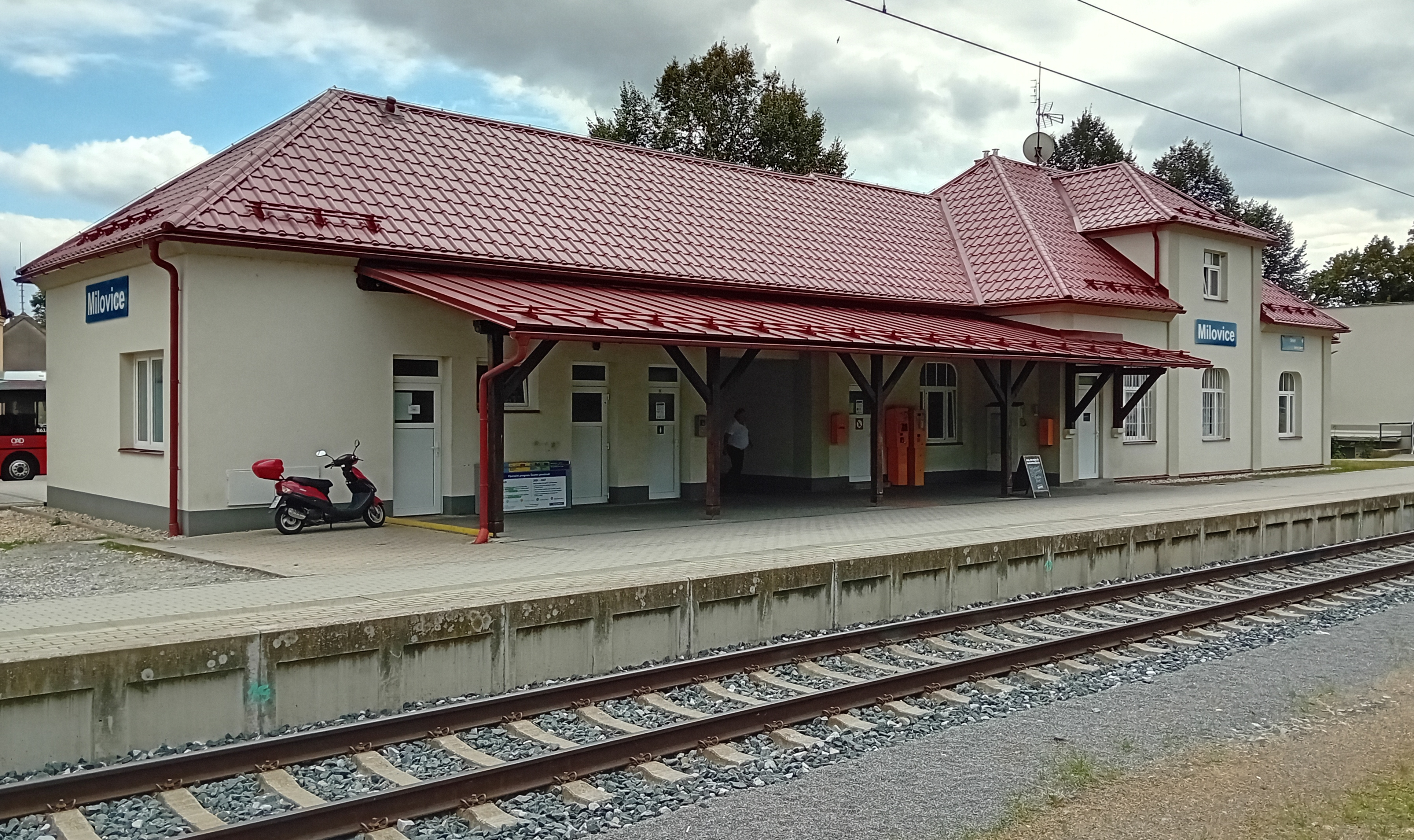
Bahnhof Milovice (2024)

Im Jahr 2009 wurde die Strecke durch die Infrastrukturgesellschaft Správa železniční dopravní cesty (SŽDC) umfassend modernisiert. Neben der Erneuerung von Gleisen und Anlagen wurde die Strecke auch mit elektrischer Fahrleitung ausgestattet, um einen durchgehenden Verkehr von Reisezügen in Richtung Prag zu ermöglichen. 
Die Strecke ist heute in das Netz der Esko Prag eingebunden. Die Züge der Linien S20 (Praha–Milovice) und S22 (Lysá nad Labem–Milovice) verkehren alternierend im 30-Minuten-Takt. Die Fahrzeit beträgt sechs Minuten.
In Zukunft soll die Verbindung Teil einer Schnellfahrstrecke von Prag nach Mladá Boleslav und Liberec werden. Dafür ist ein zweigleisiger Ausbau und eine Neubautrasse vom derzeitigen Endpunkt Milovice nach Čachovice an der Bahnstrecke Nymburk–Mladá Boleslav als Všejanská spojka geplant.

## Fahrzeugeinsatz

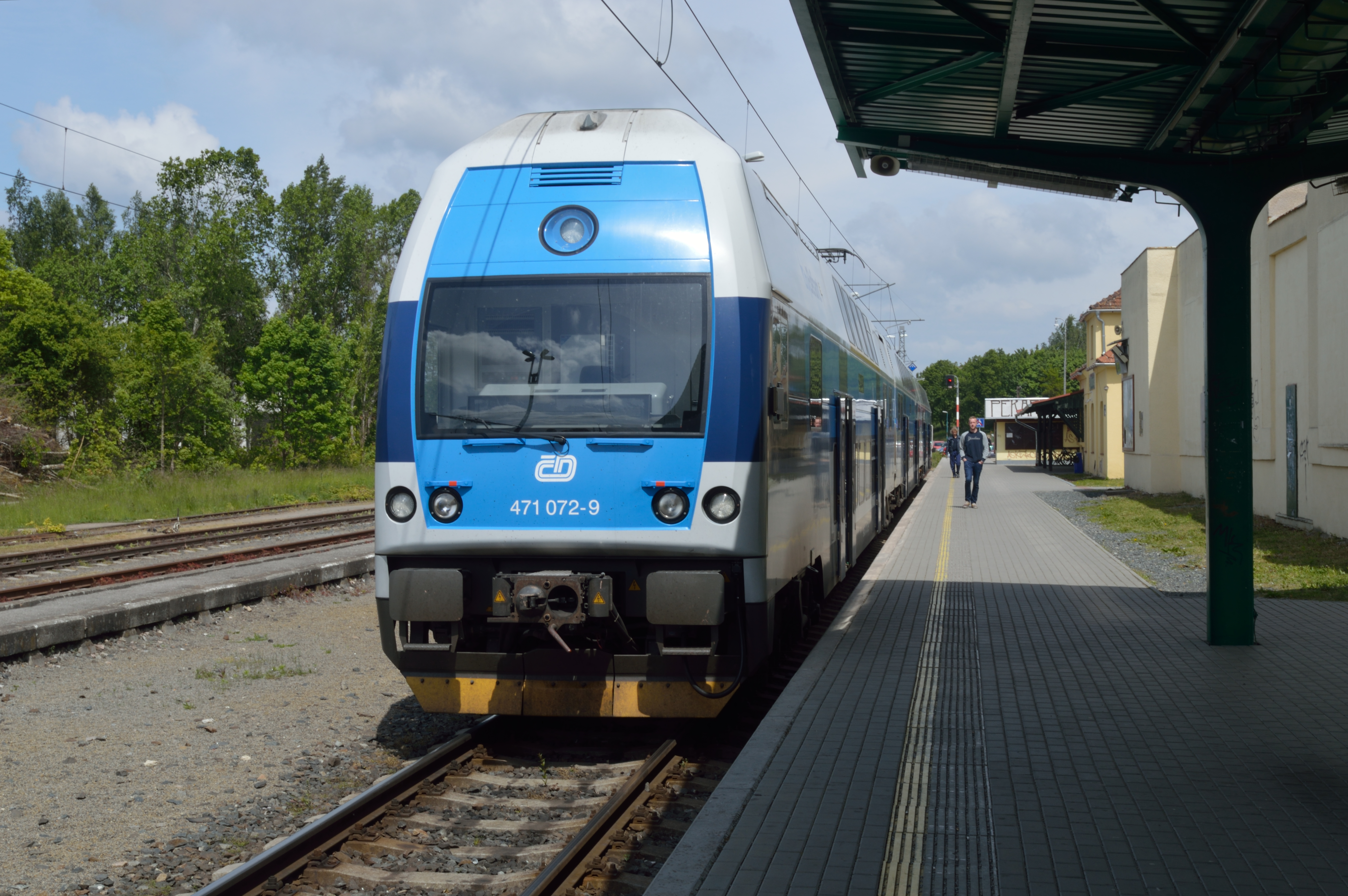
ČD-Baureihe 471 (Milovice, 2014)

Auf der Linie S20 kommen seit 10. Dezember 2009 ausschließlich die modernen dreiteiligen Doppelstocktriebwagen „CityElefant“ der ČD-Baureihe 471 zum Einsatz. Auf der Linie S22 verkehren auch weiterhin meist die zweiachsigen Dieseltriebwagen der ČD-Baureihe 810.